# Birkaflickan

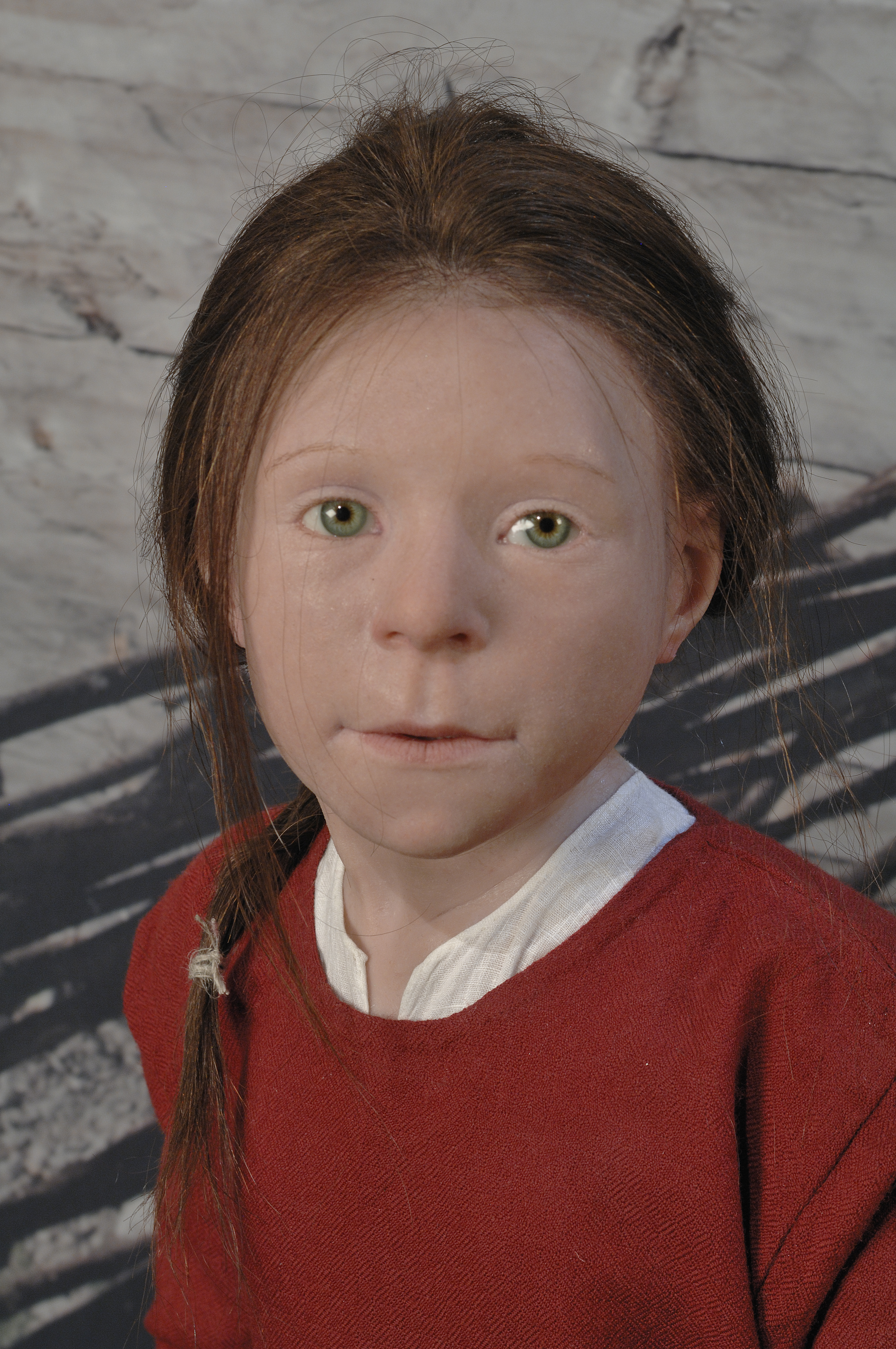
Birkaflickans återskapade ansikte

Birkaflickan kallas den flicka som begravdes i Birka på 900-talet vid sex års ålder. Det var i samband med Hjalmar Stolpes undersökningar i Birka 1876 som en kistgrav med ett barnskelett påträffades.  Hennes ålder vid sin död bestämdes genom att undersöka tänderna, och könet bestämdes efter de gåvor hon fick med sig i graven: ett spänne av guld och brons; ett pärlhalsband, en kniv och en benbehållare för synålar; gåvor som pekar mot att hennes familj var välbärgad.
Analyser av svavel, kväve och kol i flickans skelett och tänder visade först att Birkaflickan antagligen inte kom från Mälarregionen. Dräkten och smyckena är inte heller typiska för Mälardalen och det var enligt denna teori troligare att flickan kom från norra Tyskland eller södra Danmark. Dessa rön motsades vid en senare utredning 2020, som via strontiumanalyser av en av flickans mjölktänder visade på att flickan under sitt korta liv  föddes i Mälardalen, och rörde sig mellan Mälardalen och Björkö, möjligen tillsammans med sin mor.
Skelettet förvaras på Statens historiska museum.